# Foltos susulyka
A foltos susulyka (Inocybe maculata) a susulykafélék családjába tartozó, Eurázsiában és Észak-Amerikában honos, kissé mérgező gombafaj.

## Megjelenése
A foltos susulyka kalapja 3–7 cm átmérőjű, fiatalon kúpos, később harang alakú, végül középen púposan kiterül. Felülete sugarasan szálas. Színe sötét vörös- vagy mogyoróbarna, fiatalon különösen a csúcsán ezüstszürke, fehéres, foltosan felszakadozó burokmaradvánnyal, ami esős időben vagy az idős gombáról lemállik. Húsa vékony, fehéres. Íze jellegtelen, szaga spermaszerű.
Sűrű lemezei kis foggal tönkre növők, fiatalon halványszürkék, később szürkésbarnák, élük fehéres. Spórapora dohánybarna. Spórája 9-11 x 4,5-5,5 mikrométeres, bab alakú, sima felszínű.
Tönkje 3–10 cm magas, 0,3–1 cm vastag, alakja hengeres, felülete kissé szálas. Fiatalon fehéres színű, később közepe megbarnul.

### Hasonló fajok
Fehér burokmaradvány található a gumós susulykán, vagy lekopása után más susulykafajokkal pl. a mérgező kerti susulykával lehet összetéveszteni. 

## Elterjedése és termőhelye
Eurázsia és Észak-Amerika mérsékelt övi erdeiben honos. Magyarországon nem ritka. Lomberdőben, főleg bükk és tölgy alatt lehet megtalálni. Júniustól novemberig terem.
Enyhén mérgező, muszkarint tartalmaz. A mérgezés tünetei a fogyasztás után 1/2-4 órával hányás, hasmenés, nyálfolyás látászavarok. 

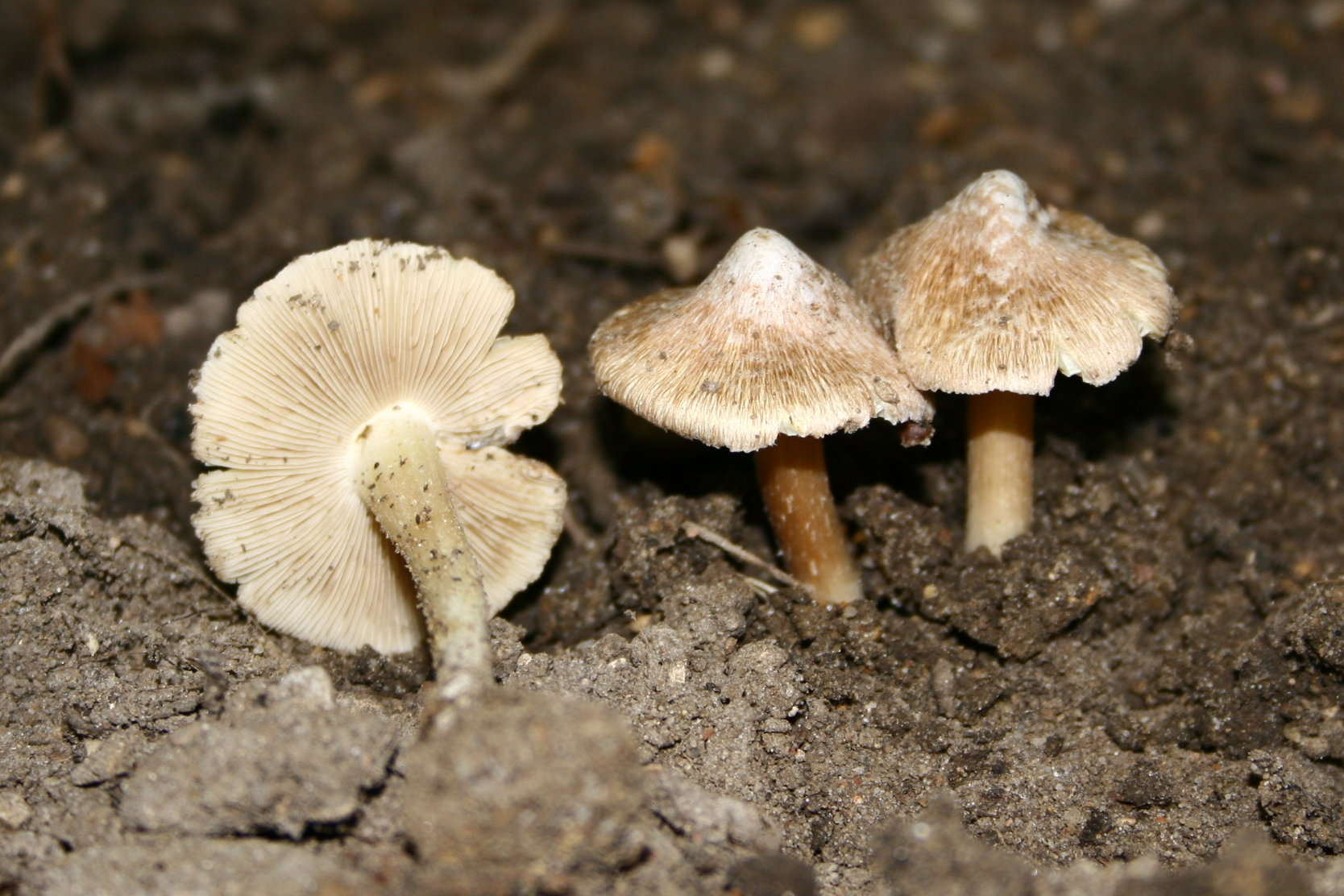
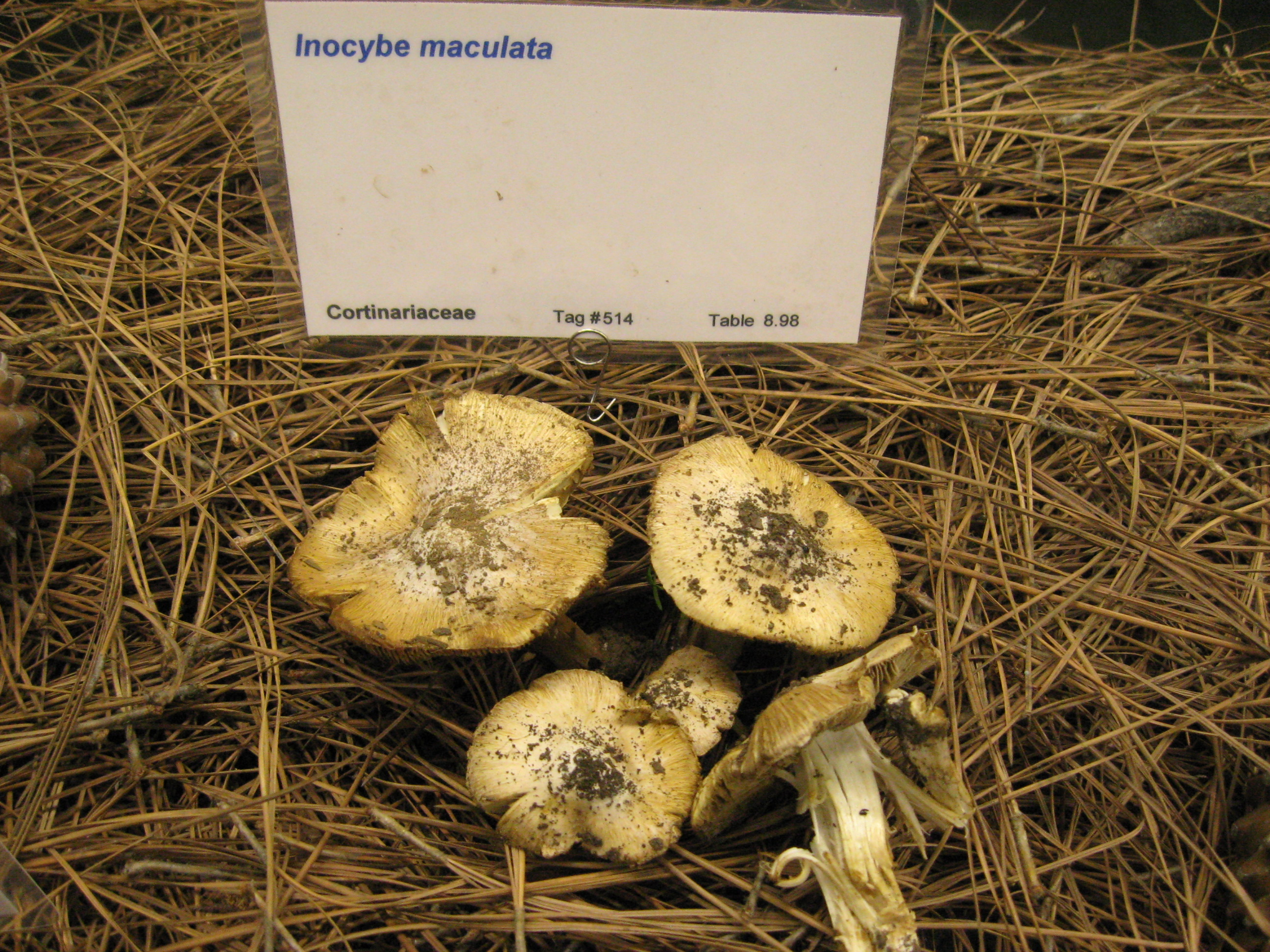
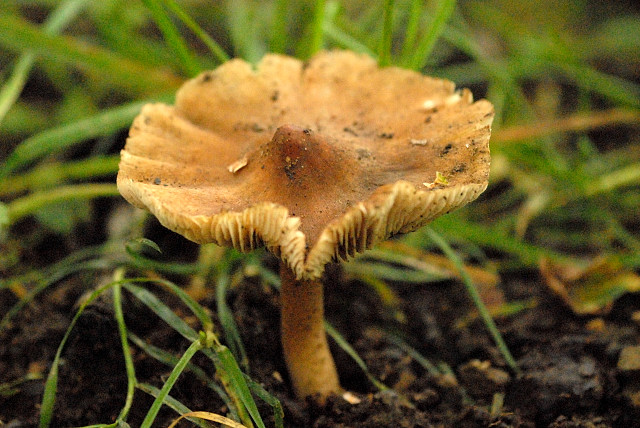
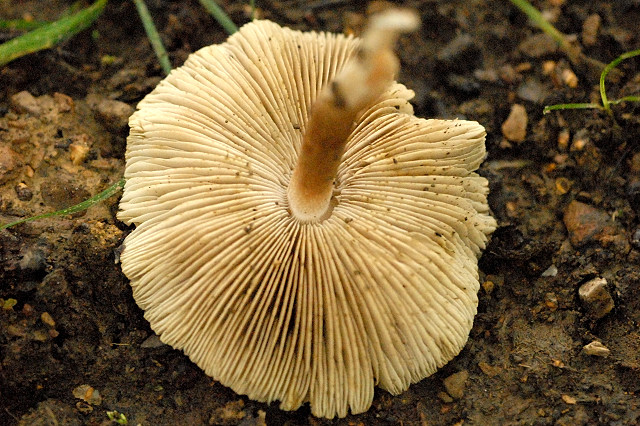